# أبادتشي سفلي
أبادتشي سفلي (بالإنجليزية: Abadchi-ye Sofla)‏ هي قرية تقع في قسم كبوتر سرخ الريفي (مقاطعة تشادغان) في إيران. يقدر عدد سكانها بـ 48 نسمة .